# Družina Fokeja
Družina Fokeja je družina asteroidov. 
Asteroidi družine Fokeja se nahajajo na razdaljah med 2,25 in 2,5 a.e., njihove izsrednosti so večje od 0,1, nakloni tira pa so med 18 in 32 ° . 

## Značilnosti
Največji asteroid te družine je 25 Fokeja, ki je dal družini tudi ime.